# Grêmio PA
Grêmio Foot-Ball Porto Alegrense este o echipă de fotbal din Porto Alegre, Rio Grande do Sul, Brazilia. Aici a jucat și fotbalistul brazilian Ronaldinho. A fost fondat de imigranți englezi și germani pe 15 septembrie 1903. Grêmio are o Cupă Intercontinentală, două Copa Libertadores, două campionate naționale și cinci cupe naționale. Clubul o are ca rivală pe concitadina Sport Club Internacional, derbiul lor fiind numit „Gre–Nal”.

## Lotul actual
La 5 mai 2025
| Nr. |           | Poziție | Jucător                    |
| --- | --------- | ------- | -------------------------- |
| 1   | Brazilia  | P       | Tiago Volpi                |
| 2   | Brazilia  | F       | João Lucas                 |
| 3   | Brazilia  | F       | Wagner Leonardo            |
| 4   | Argentina | F       | Walter Kannemann (căpitan) |
| 5   | Brazilia  | F       | Rodrigo Ely                |
| 6   | Columbia  | M       | Gustavo Cuéllar            |
| 7   | Argentina | A       | Cristian Pavon             |
| 8   | Brazilia  | M       | Edenilson                  |
| 9   | Belgia    | A       | Francis Amuzu              |
| 10  | Argentina | M       | Franco Cristaldo           |
| 11  | Columbia  | M       | Miguel Monsalve            |
| 12  | Brazilia  | P       | Gabriel Grando             |
| 14  | Brazilia  | M       | Nathan                     |
| 15  | Brazilia  | M       | Camilo                     |
| 16  | Chile     | A       | Alexander Aravena          |
| 17  | Brazilia  | M       | Dodi                       |
| 18  | Brazilia  | F       | João Pedro                 |

| Nr. |           | Poziție | Jucător                                             |
| --- | --------- | ------- | --------------------------------------------------- |
| 19  | Uruguay   | A       | Matías Arezo                                        |
| 20  | Paraguay  | M       | Mathías Villasanti                                  |
| 21  | Brazilia  | F       | Jemerson                                            |
| 22  | Danemarca | A       | Martin Braithwaite                                  |
| 23  | Brazilia  | F       | Marlon (împrumutat de la Cruzeiro)                  |
| 24  | Brazilia  | P       | Thiago Beltrame                                     |
| 25  | Brazilia  | F       | Lucas Esteves                                       |
| 26  | Brazilia  | F       | Mayk                                                |
| 31  | Brazilia  | P       | Jorge                                               |
| 34  | Brazilia  | F       | Igor Serrote                                        |
| 35  | Brazilia  | M       | Ronald                                              |
| 36  | Brazilia  | F       | Luan Cândido (împrumutat de la Red Bull Bragantino) |
| 47  | Brazilia  | A       | Alysson                                             |
| 53  | Brazilia  | F       | Gustavo Martins                                     |
| 77  | Brazilia  | A       | André Henrique                                      |
| 99  | Uruguay   | A       | Cristian Olivera                                    |

## Jucători notabili
| - Adílson Batista - Ailton - Airton Pavilhão - Alex Telles - Alcindo - Altemir - Anderson - Ânderson Lima - Anderson Polga - André Catimba - Arílson - Artigas - Áureo - Baidek - Baltazar - Batista - Calvet - Carlos Eduardo - Carlos Miguel - Cesar Santin - China - Christian - Cláudio Pittbull - Cuca - Delém - Danrlei - Dener - Dinho | - Éder - Eduardo Costa - Edinho - Ênio Rodrigues - Emerson - Émerson Leão - Everaldo - Fernando Menegazzo - Galatto - Gélson - Gessi - Gilberto - Gilberto Silva - Grafite - Iúra - Jardel - João Severiano - Juarez - Lara - Lucas Leiva - Lúcio - Luís Carlos Goiano - Luís Eduardo - Luiz Mário - Manga - Marcelinho Paraíba - Mário Sérgio | - Marino - Mauro Galvão - Mazaropi - Milton Kuelle - Nildo - Oberdan - Ortunho - Paulo Isidoro - Paulo Nunes - Paulo Roberto - Pingo - Renato Portaluppi - Rodrigo Fabri - Rodrigo Mendes - Roger - Ronaldinho - Sandro Goiano - Sérgio Moacir - Tarciso - Tesourinha - Tcheco - Tinga - Valdir Espinosa - Valdo - Victor - Zé Alcino - Zinho | Argentina - Leonardo Astrada - Agustin Cejas - Ruben Salvador Germinaro - Maxi López - Alfredo Obberti - Alejandro Sabella - Sebastián Saja - Héctor Scotta Chile - Fernando Astengo - Edú Anglia - Edwin Horacio Cox Germania - Black - Booth - Grunewald - Kallfelz - Koch - Kuntz - Gustav Mohrdieck - Bruno Schuback - Siebel - Sisson | Paraguay - Francisco Arce - Diego Gavilán - Catalino Rivarola Uruguay - Atílio Ancheta - Julian Bertola - Walter Corbo - Hugo De León - Obdulio Trasante |

## Antrenori
| - Otto Bumbel (1946–50) - Foguinho (1955–61) - Otto Glória (1971–72) - Ênio Andrade (1975) - Foguinho (1976) - Telê Santana (1977–79) - Orlando Fantoni (1979) - Paulinho de Almeida (1980) - Ênio Andrade (1981–82) - Valdir Espinosa (1983–84) - José Pastoriza (1984–85) - Rubens Minelli (1985) - Candinho (1986) - Juan Mujica (1987) - Luiz Felipe Scolari (1987) | - Sebastião Lazaroni (1988) - Rubens Minelli (1988–89) - Cláudio Duarte (1989) - Procópio Cardoso (1990) - Evaristo de Macedo (1990) - Dino Sani (1991) - Luiz Felipe Scolari (Jan 1, 1993–30 iunie 1996) - Hélio dos Anjos (1997) - Edinho (1998) - Cláudio Duarte (1999) - Antônio Lopes (2000) - Tite (Jan 1, 2001–28 iulie 2003) - Darío Pereyra (2003) - Adilson Batista (Aug 22, 2003–4 iunie 2004) - Cuca (Sept 10, 2004–Oct 27, 2004) | - Hugo De Leon (2005) - Mano Menezes (21 aprilie 2005–Dec 31, 2007) - Vágner Mancini (Dec 2, 2007–Feb 14, 2008) - Celso Roth (Jan 1, 2008–6 aprilie 2009) - Marcelo Rospide (caretaker) (6 aprilie 2009–17 mai 2009) - Paulo Autuori (18 mai 2009–Nov 12, 2009) - Marcelo Rospide (caretaker) (Nov 11, 2009–Dec 7, 2009) - Paulo Silas (Dec 8, 2009–Aug 9, 2010) - Renato Portaluppi (Aug 11, 2010–30 iunie 2011) - Julinho Camargo (2 iulie 2011–Aug 4, 2011) - Celso Roth (Aug 5, 2011–Dec 5, 2011) - Caio Júnior (Dec 6, 2011–Feb 20, 2012) - Vanderlei Luxemburgo (Feb 21, 2012–29 iunie 2013) - Renato Portaluppi (1 iulie 2013–Dec 27, 2012) - Enderson Moreira (Dec 16, 2013–) |